# Gerhard Schmidt (Rechtsanwalt)
Gerhard Schmidt (* 4. Mai 1919 in Halle an der Saale; † 20. Februar 2009 in Essen) war ein deutscher Rechtsanwalt und Notar. Er war der Doyen des deutschen Stiftungswesens.

## Leben
Gerhard Schmidt studierte Rechtswissenschaften in Halle, Lausanne und Leipzig. Nach dem Ende des Zweiten Weltkrieges machte er sich in Essen als Anwalt mit dem Schwerpunkt Wirtschaftsrecht selbständig, ab 1950 in der Anwaltssozietät Schmidt, von der Osten & Huber, Essen und Berlin.

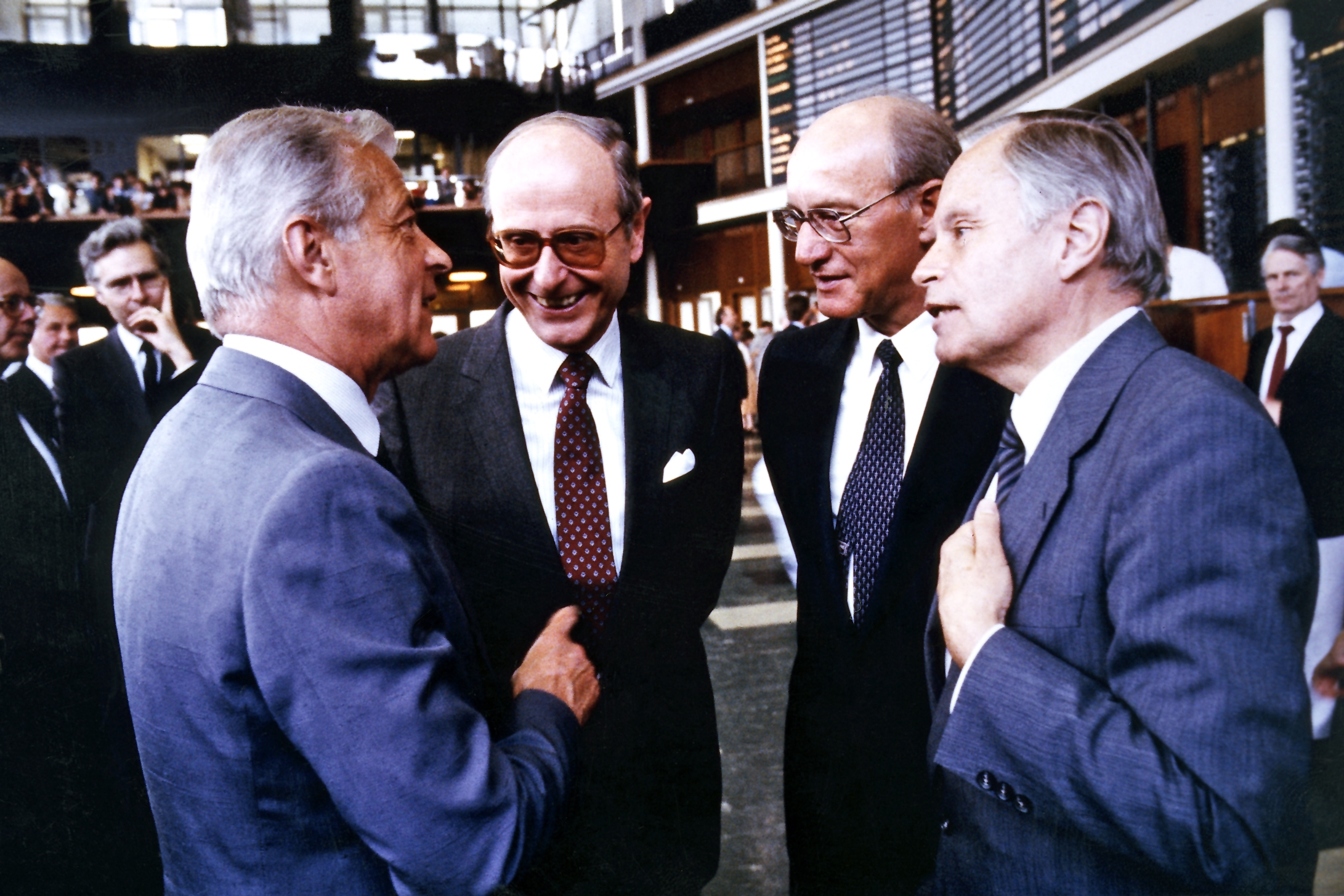
Einführung der Aktien der Nixdorf Computer AG an der Düsseldorfer Börse im Jahr 1984. Im Gespräch F. Wilhelm Christians (Aufsichtsratsvorsitzender Deutsche Bank), Herbert Zapp (Vorstandsmitglied Deutsche Bank), Heinz Nixdorf und Gerhard Schmidt (Aufsichtsratsvorsitzender Nixdorf Computer AG).

Von 1969 bis 1989 war er Aufsichtsratsvorsitzender der Nixdorf Computer AG und bis zum Tod von Heinz Nixdorf 1986 dessen enger Berater. In seiner Funktion als Aufsichtsratsvorsitzender war er insbesondere an der Entwicklung des Unternehmens Nixdorf beteiligt und galt dort als „graue Eminenz“. Zugleich war er von 1978 bis 1995 Aufsichtsratsvorsitzender der Wilhelm Karmann GmbH in Osnabrück.
Von 1979 bis 1998 war er Stiftungsrat des Weltwirtschaftsforums Genf/Davos und seit 1985 Vorsitzender der Heinz Nixdorf Stiftung und der Stiftung Westfalen. Seit 1987 war er Vorstandsmitglied der Ludwig-Erhard-Stiftung und zudem engagiert im Stifterverband für die Deutsche Wissenschaft, der Deutschen Kinder- und Jugendstiftung, der Bertelsmann Stiftung, der Gemeinnützigen Hertie-Stiftung, der Zeit-Stiftung Ebelin und Gerd Bucerius, der Robert Bosch Stiftung, der Stiftung Mercator und der Stiftung der Deutschen Wirtschaft.
1997 war er Initiator und Kuratoriumsmitglied „Deutscher Zukunftspreis - Preis des Bundespräsidenten für Technik und Innovation“.
Gerhard Schmidt war eine der wichtigsten Persönlichkeiten der deutschen Stiftungslandschaft und wurde 2005 durch Bundespräsident Horst Köhler mit der Goldmedaille für Verdienste um das Stiftungswesen des Bundesverbandes Deutscher Stiftungen, der höchsten Auszeichnung für Verdienste um das deutsche Stiftungswesen, geehrt. 2007 erhielt er durch Bundespräsident Horst Köhler in Berlin das Große Verdienstkreuz der Bundesrepublik Deutschland.
Er war seit 1946 verheiratet mit Addy-Ingeborg Schmidt. Sein Lebensmotto war In Souveränität dienen.